# Supressão menstrual

Diagrama do ciclo menstrual

A supressão menstrual refere-se à prática de usar controlo hormonal para interromper ou reduzir o sangramento menstrual. Em contraste com opções cirúrgicas para este fim, como histerectomia ou ablação endometrial, os métodos hormonais para controlar a menstruação são reversíveis.
Há uma série de condições médicas para as quais menos períodos menstruais e menos perda de sangue podem ser benéficos. Além disso, a supressão da ciclicidade hormonal pode controlar distúrbios de humor relacionados com a menstruação ou outras condições que aumentam de frequência durante o período menstrual. O controlo da menstruação pode ser um desafio para aqueles com atraso no desenvolvimento ou deficiência intelectual, e a supressão menstrual pode beneficiar indivíduos com necessidades de trabalho ou outras atividades. Há cada vez mais atenção à supressão menstrual para indivíduos que foram designados como do sexo feminino à nascença, mas cuja identidade de género é masculina, e que podem experimentar disforia com a menstruação. A supressão menstrual também está a ser usada por indivíduos com uma variedade de razões pessoais que desejam ter menos ou nenhuma menstruação, incluindo lua de mel, férias, viagens ou outras razões específicas.
A maioria das opções para a supressão do sangramento menstrual não são imediatamente 100% eficazes e, com muitas opções, pode ocorrer um sangramento não esperado; para muitas opções de supressão menstrual, o sangramento não programado torna-se menos frequente com o tempo.

## História
Quando a primeira pílula anticoncecional estava a ser desenvolvida, os investigadores estavam cientes de que podiam usar o contracetivo para espaçar períodos menstruais até 90 dias de intervalo, mas estabeleceram-se num ciclo de 28 dias que imitaria um ciclo menstrual natural e produziria períodos mensais. A intenção por trás desta decisão era a esperança do inventor, John Rock, de obter a aprovação da Igreja Católica Romana para sua invenção. Essa tentativa falhou, mas o ciclo de 28 dias manteve-se no padrão quando a pílula ficou disponível para o público.
Historicamente, o conceito de que a menstruação não tinha efeitos benéficos, e que podia ser controlada foi levantado na década de 1990, pelo Dr. Elsimar Coutinho. O seu livro, de título Menstruação, a Sangria Inútil foi publicado em 1999.

## Usos médicos
Terapias e tratamentos hormonais para reduzir ou parar o sangramento menstrual têm sido usados há muito tempo para gerir uma série de condições ginecológicas, incluindo cólicas menstruais (dismenorreia), sangramento menstrual excessivo (hipermenorreia), sangramento uterino anormal ou irregular, alterações de humor relacionadas à menstruação (síndrome de tensão pré-menstrual/STPM ou transtorno disfórico pré-menstrual /TDPM) e dor pélvica devido à endometriose ou leiomioma uterino. Indivíduos com condições associadas à anemia ou perda excessiva de sangue, incluindo anemia falciforme, anemia por deficiência de ferro, anemia de Fanconi, doença de von Willebrand, plaquetas baixas (trombocitopenia) da trombocitopenia imunitária, ou outras doenças hematológicas, tais como deficiências de coagulação, podem beneficiar-se da supressão menstrual. Em doentes com malignidades que receberão quimioterapia, que pode resultar em baixas contagens de sangue ou anemia, ou indivíduos com malignidades recorrentes que receberão um transplante de células estaminais, o sangramento menstrual excessivo durante este tratamento pode ser medicamente grave, pelo que a supressão menstrual pode ser indicada. Além disso, existem várias outras condições médicas com exacerbação menstrual que podem beneficiar-se da supressão menstrual, incluindo convulsões catameniais, enxaquecas menstruais, síndrome do intestino irritável e asma.
Problemas de higiene menstrual, como em indivíduos com atraso de desenvolvimento ou incapacidade intelectual ou outros desafios manuais de destreza ou mobilidade/cadeira de rodas, tais como a espinha bífida ou a paralisia cerebral, podem levar um indivíduo ou seu cuidador a solicitar a supressão menstrual. As indicações de supressão menstrual relacionadas a trabalho ou atividades podem incluir militares destacados, como ocorreu durante a Operação Tempestade do Deserto, viagens, acampamentos selvagens ou atletas com preocupações sobre as mestruações que ocorrem durante uma competição ou treino. Há também um reconhecimento crescente de que alguns indivíduos designados como do sexo feminino à nascença, mas que agora se identificam como homens (homens transgénero) ou não binários, podem experimentar disforia com menstruações, e assim podem solicitar terapia médica para a supressão menstrual.

## Contraindicações
O uso de métodos hormonais que contenham estrogénio (contracetivos orais combinados, adesivo contracetivo ou anel contracetivo), podem estar associados a riscos que superam os benefícios para indivíduos com problemas médicos específicos, tais como enxaquecas com aura, um histórico de cancro da mama, ou um histórico de trombose venosa profunda. Assim, estas opções seriam contraindicadas para a supressão menstrual com tais condições. As opções apenas de progestina (acetato de medroxiprogesterona, progestina oral) são adequadas para estes indivíduos. As interações fármaco-droga também são importantes a ter em conta, particularmente com opções hormonais combinadas.

## Segurança e efeitos a longo prazo
Como os regimes de ciclo prolongados de contracetivos hormonais combinados fornecem uma maior dose cumulativa de hormonas esteroides, foram levantadas questões sobre a sua segurança. Os dados atualmente garantem que estas opções são seguras. Debate-se entre os investigadores médicos sobre os potenciais efeitos a longo prazo destas práticas na saúde das mulheres. Alguns investigadores apontam para o facto de, historicamente, as mulheres e as raparigas terem tido muito menos períodos menstruais ao longo da sua vida, fruto de uma menor esperança de vida, bem como de um maior período de tempo passado na gravidez ou na amamentação, o que reduziu o número de períodos menstruais que viveram. Há também a vantagem de induzir a supressão menstrual entre pessoas com deficiências cognitivas e físicas extremas que podem não ser capazes de gerir adequadamente a sua higiene menstrual mesmo com o recurso a um cuidador. Por outro lado, alguns investigadores acreditam que há um maior potencial para efeitos negativos de expor mulheres e raparigas talvez desnecessariamente a doses regulares baixas de hormonas sintéticas ao longo dos seus anos de reprodução. Há provas limitadas de que o ato de supressão menstrual causa diretamente danos fisiológicos e as principais desvantagens demonstradas associadas à supressão menstrual devem-se aos efeitos secundários dos métodos utilizados para alcançar a amenorreia.
A Sociedade de Investigação do Ciclo Menstrual sustenta que a menstruação não é uma doença, e assim pede mais investigação sobre os efeitos a longo prazo dos contracetivos que param o ciclo.

## Opções
Embora algumas formas de controlo de natalidade não afetem o ciclo menstrual, os contracetivos hormonais funcionam perturbando-o. O retorno negativo do progestogénio diminui a frequência de pulso da libertação da hormona libertadora de gonadotropina (GnRH) pelo hipotálamo, que diminui a libertação da hormona estimulante do folículo (FSH) e da hormona luteinizante (LH) pela hipófise anterior. A diminuição dos níveis de FSH inibem o desenvolvimento folicular, evitando um aumento dos níveis de estradiol. O retorno negativo do progestogénio e a falta de retorno positivo do estrogénio na libertação de LH impedem um aumento de LH a meio do ciclo. A inibição do desenvolvimento folicular e a ausência de uma onda de LH impedem a ovulação.

### Contracetivos hormonais combinados

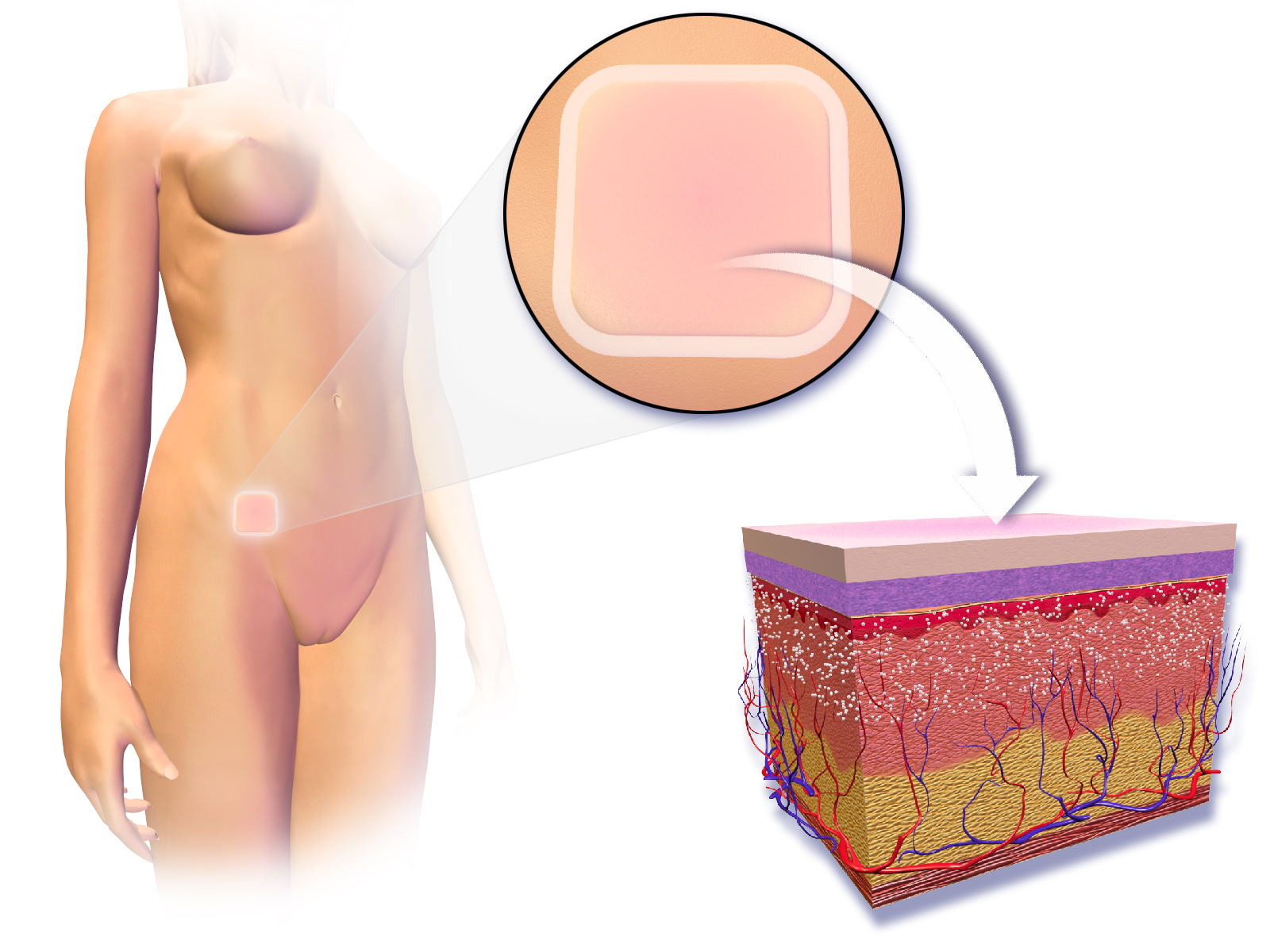
Adesivo contracetivo

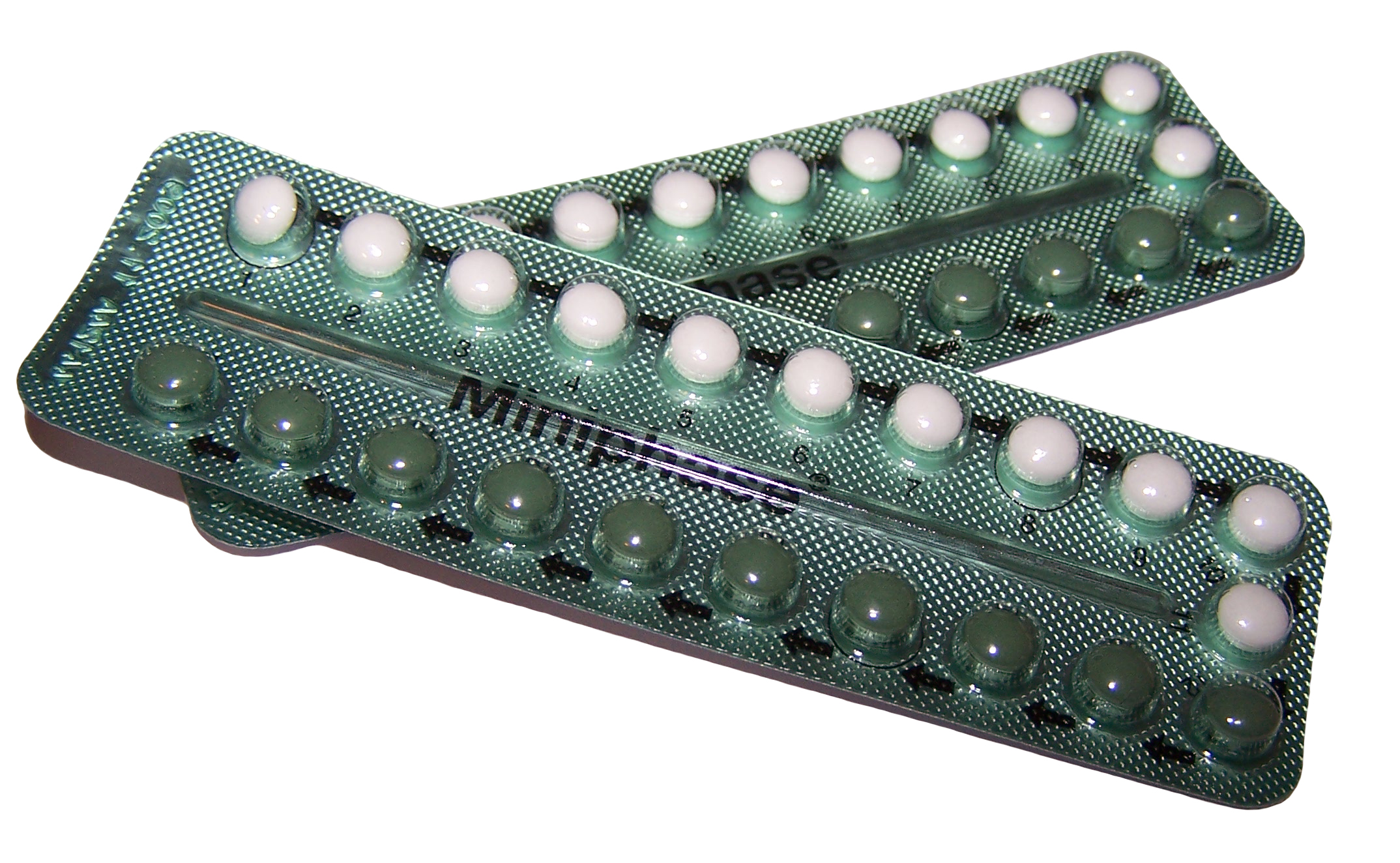
Pílulas contracetivas

O uso de contracetivos hormonais combinados (contracetivos orais, o adesivo contracetivo e o anel vaginal contracetivo) são métodos de contraceção que contêm tanto um estrogénio sintético como uma forma sintética de progesterona. Estes métodos têm sido tradicionalmente usados de forma cíclica, com três semanas (21 dias) de hormonas, seguido de um intervalo de 7 dias sem hormonas (com contracetivos orais combinados, muitas vezes com uma semana de comprimidos placebo) durante o qual ocorre o sangramento da abstinência do tempo ou um período menstrual induzido hormonalmente, imitando um ciclo menstrual espontâneo idealizado. Quando estes métodos são tomados sem a semana livre de hormonas, o sangramento de abstinência é reduzido ou eliminado. Assim, os contracetivos hormonais combinados do ciclo prolongado são geralmente usados para a supressão menstrual, embora o sangramento inesperado seja comum nos meses iniciais de uso. A taxa de amenorreia (sem sangramento) está na faixa de 60% para aquelas que continuam a usar comprimidos contracetivos hormonais combinados no final de um ano.
Os contracetivos hormonais combinados incluem estrogénio e progestogénio. O retorno negativo do estrogénio sobre a hipuitária anterior diminui consideravelmente a libertação de hormona folículo-estimulante (FSH), o que torna os contracetivos hormonais combinados mais eficazes na inibição do desenvolvimento folicular e na prevenção da ovulação. O estrogénio também reduz a incidência de sangramento irregular. Vários contracetivos hormonais combinados – a pílula, NuvaRing, e o adesivo contracetivo – são geralmente usados de uma forma que causa o sangramento regular de abstinência. Num ciclo normal, a menstruação ocorre quando os níveis de estrogénio e progesterona diminuem rapidamente. A interrupção temporária do uso de contracetivos hormonais combinados (uma semana de placebo, não usando adesivo ou anel durante uma semana) tem um efeito semelhante ao causar a queda do revestimento uterino. Se o sangramento de privação não for desejado, os contracetivos hormonais combinados podem ser tomados continuamente, embora isso aumente o risco de sangramento inesperado.

### Contracetivos feitos apenas de progestina
Medicamentos exclusivamente de progestágeno, incluindo comprimidos apenas com progestina e uma medicação injetável de liberação lenta, acetato de medroxiprogesterona não contém estrogénio sintético. O acetato de medroxiprogesterona é administrado como injeção a cada 90 dias e é tipicamente associado à amenorreia em cerca de 50-60% dos utilizadores no final de um ano. Progestágenos que não são normalmente usadas para o controlo de natalidade, como o acetato de norethindrone, podem ser usados para induzir uma amenorreia.
O grau de supressão da ovulação em contracetivos só de progestogénio depende da atividade e da dose do progestogénio. Contracetivos de baixa dose de progestogénio – comprimidos tradicionais apenas com progestogénio, implantes subdérmicos Norplant e Jadelle, e sistema intrauterino Mirena – inibem a ovulação em cerca de 50% dos ciclos e dependem principalmente de outros efeitos, como o espessamento do muco cervical, para a sua eficácia contracetiva. Os contracetivos de progestogénio de dose intermédia – a pílula só de progestogénio Cerazette e o implante subdérmico Nexplanon – permitem algum desenvolvimento folicular, mas inibem mais consistentemente a ovulação em 97–99% dos ciclos. As mesmas alterações do muco cervical ocorrem com contracetivos de progestogénio de dose muito baixa. Contracetivos de alta dose, constituidos apenas de progestogénios – os injetáveis Depo-Provera e Noristerat – inibem completamente o desenvolvimento folicular e a ovulação.

### Dispositivos Intrauterinos hormonais

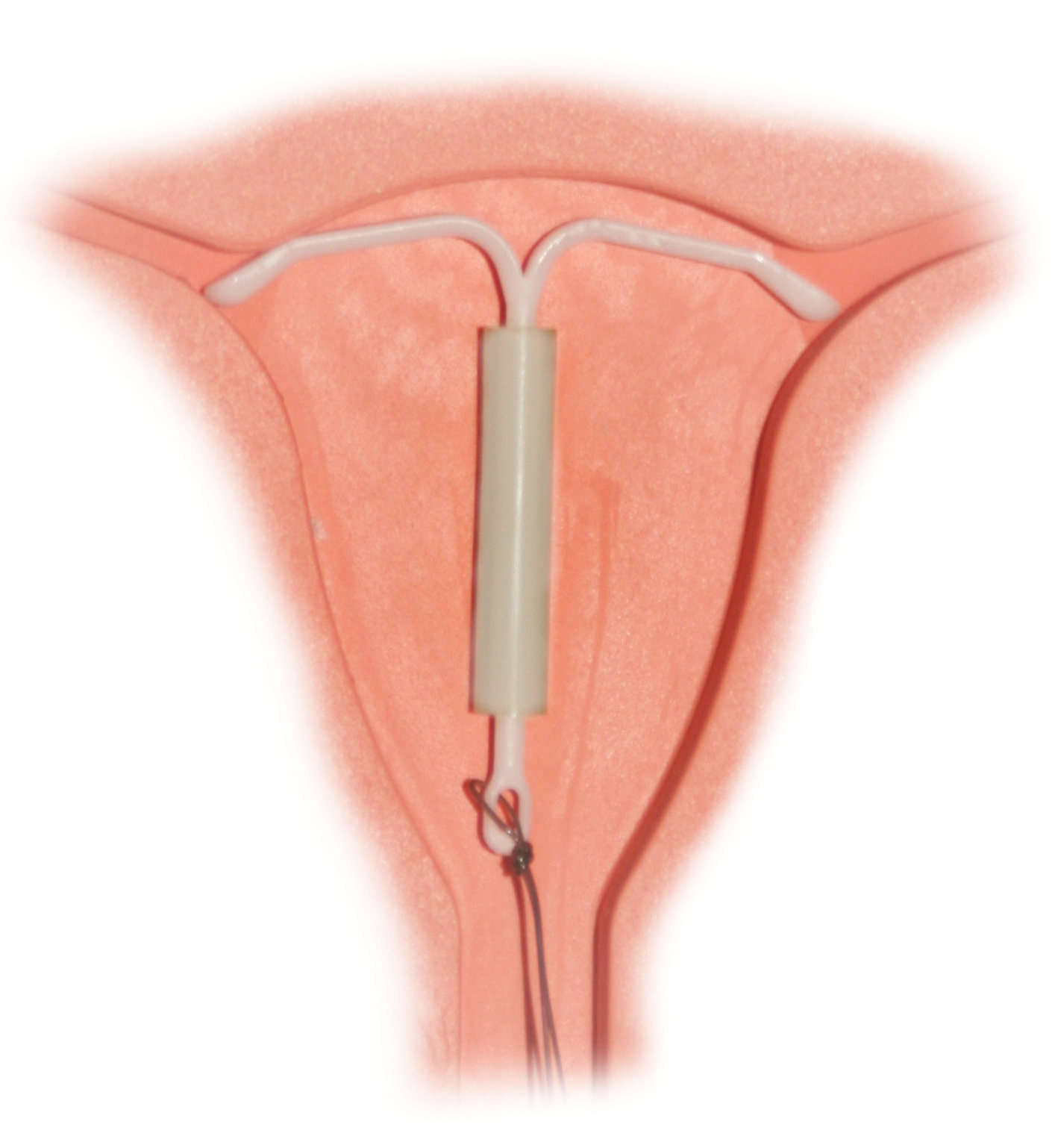
Sistema intrauterino Mirena

Os dispositivos intrauterinos (DIUs) hormonais ou sistemas intrauterinos (SIU) que contêm a hormona levonorgestrel têm o efeito colateral de induzir a amenorreia, e alguns tipos de DIUs hormonais têm demonstrado diminuir marcadamente a perda de sangue menstrual, e assim são eficazes no tratamento da sangramento menstrual pesado e anormal. A taxa de amenorreia após um ano de utilização situa-se entre 20 e 50%, embora a maioria dos utilizadores de DIUs hormonais Mirena e Liletta experimentem uma diminuição acentuada do sangramento menstrual, o que é benéfico e leva a altas taxas de satisfação do utilizador.
Foram também utilizados dispositivos intrauterinos com levonorgestrel para induzir a amenorreia. O dispositivo de dose mais baixa tem uma taxa mais baixa de amenorreia em comparação com o dispositivo de dose mais alta, onde 50% dos utilizadores relataram alcançar a amenorreia no prazo de 1 ano de utilização. Uma preocupação com o uso destes dispositivos é a administração invasiva e a hemorragia inicial ao mesmo tempo em que utiliza-se estes dispositivos, no entanto têm a vantagem do calendário de dosagem menos frequente, a cada 5 anos. A utilização de dispositivos intrauterinos também demonstrou reduzir a menorragia e a dismenorreia.

### Outros
Os analógicos da hormona libertadora de gonadotropina (GnRH) estão associados à amenorreia e têm sido usados para induzir a amenorreia terapêutica. Entre os oncologistas que cuidam de adolescentes com cancro, os analógicos da GnRH foram o tratamento mais recomendado para a supressão menstrual para prevenir ou tratar o sangramento pesado durante a terapia. O medicamento danócrino foi usado uma vez para o tratamento da endometriose, e foi associado com amenorreia, mas o seu uso foi limitado por efeitos colaterais androgénicos, como o potencial de masculinização da voz ou crescimento de pelos. Como estes efeitos secundários podem ser desejados nos homens transgénero, tem havido alguma consideração sobre esta opção para a população menstrual neste grupo de indivíduos.
Injeções como depo-provera (DMPA) tornaram-se disponíveis na década de 1960 e mais tarde foram usadas também para alcançar a amenorreia. A maioria dos pacientes alcançará a amenorreia no prazo de 1 ano após o início da terapia de DMPA. A terapia com DMPA é tipicamente bem sucedida na obtenção da amenorreia, mas também tem efeitos colaterais como a diminuição da densidade mineral óssea que deve ser considerada antes da terapia inicial.
Ao utilizar apenas os implantes subdérmicos de progestina, o sangramento imprevisível continua e a amenorreia não é geralmente conseguida entre os pacientes. Os comprimidos contracetivos apenas de progestina (às vezes chamados de 'minipílula') são tomados continuamente sem um período de 7 dias de utilização de comprimidos de placebo, e, portanto, os períodos menstruais são menos propensos a ocorrer do que com a pílula combinada com comprimidos de placebo.
No entanto, a perturbação do ciclo menstrual é comum com a minipílula; 1/3–1/2 dos pacientes que o tomam experimentarão períodos prolongados, e até 70% experimentam sangramentos irregulares (metrorragia). O sangramento irregular e prolongado é a razão mais comum que levam os pacientes a deixarem de usar a minipílula.